# Donje Dobrevo
Miradi e Poshtme en albanais et Donje Dobrevo en serbe latin (en serbe cyrillique : Доње Добрево) est une localité du Kosovo située dans la commune/municipalité de Fushë Kosovë/Kosovo Polje, district de Pristina (Kosovo) ou district de Kosovo (Serbie). Selon le recensement kosovar de 2011, elle compte 1 647 habitants.

## Démographie

### Évolution historique de la population dans la localité
| 1948 | 1953 | 1961 | 1971 | 1981  | 1991  | 2011  |
| ---- | ---- | ---- | ---- | ----- | ----- | ----- |
| 322  | 419  | 555  | 838  | 1 121 | 1 231 | 1 647 |

|  |

### Répartition de la population par nationalités (2011)
En 2011, les Albanais représentaient 99,88 % de la population.